# Savoy Brown

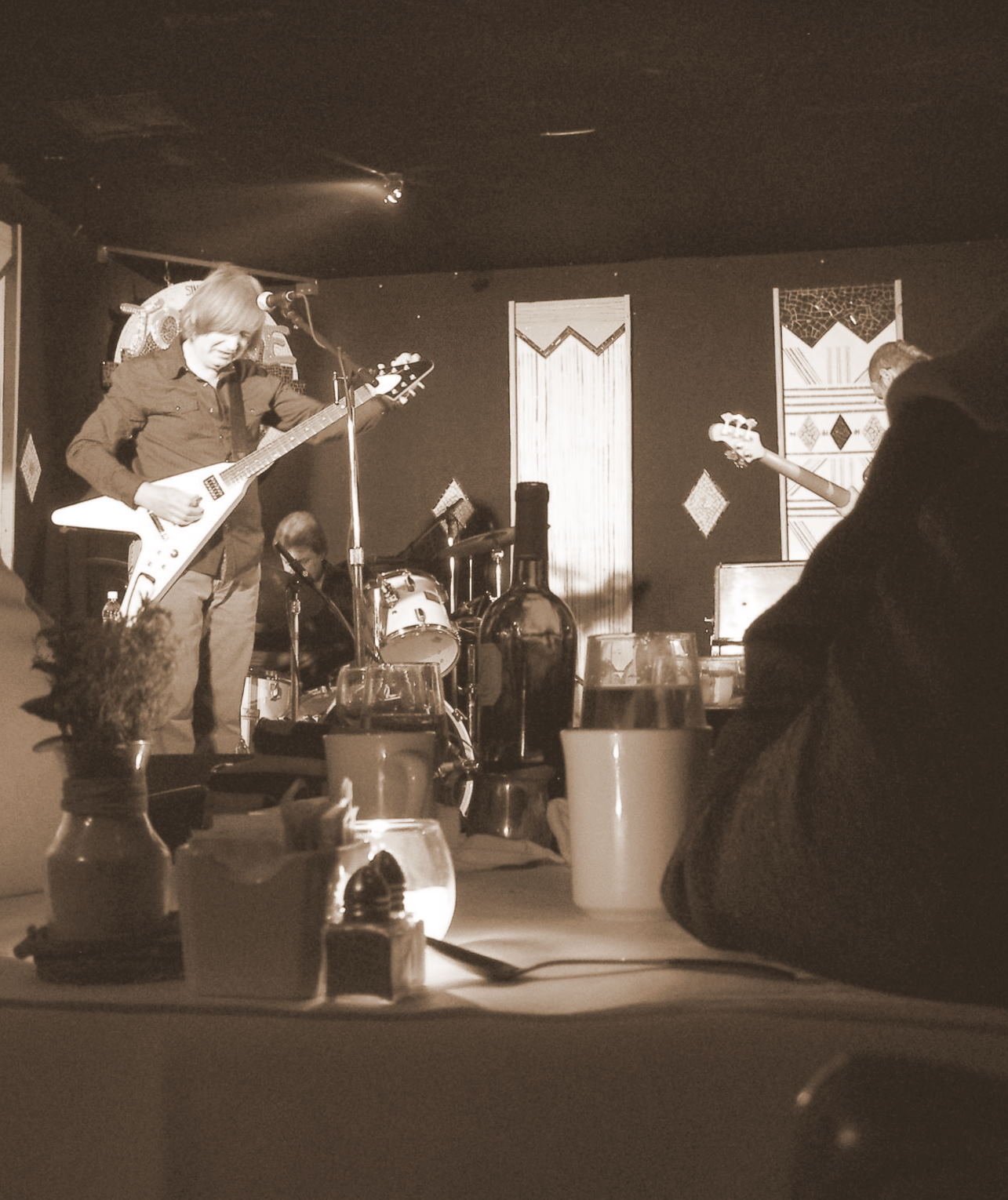
Savoy Brown.

Savoy Brown är ett brittisk bluesrockband som bildades 1965 i Battersea, London, och under alla år haft gitarristen Kim Simmonds som ledare. Gruppen var mer framgångsrik i USA än i hemlandet och var som populärast under tidigt 1970-tal.